# Air Mauritanie
Air Mauritanie – narodowe linie lotnicze Mauretanii z bazą w Nawakszucie, założone w 1962 roku. Obsługiwały krajowe połączenia lotnicze między Nawazibu i Nawakszutem, a także loty międzynarodowe z Nawakszutu.
W 2007 r. linie zostały zlikwidowane z powodu długów, a jej 2 samoloty zostały przejęte przez firmę ILFC. Już wcześniej zawieszono loty do Wielkiej Brytanii w związku z zarzutami, że samoloty tej linii nie przechodziły wymaganych przeglądów technicznych.

## Porty docelowe przed likwidacją

### Afryka
- Algieria
  - Algier (Port lotniczy Algier)
- Benin
  - Kotonu (Port lotniczy Kotonu)
- Kongo
  - Brazzaville (Port lotniczy Brazzaville)
- Mali
  - Bamako (Port lotniczy Bamako)
- Maroko
  - Casablanca (Port lotniczy Casablanca)
- Mauretania
  - Nawakszut (Port lotniczy Nawakszut) hub
  - Nawazibu (Port lotniczy Nawazibu)
- Senegal
  - Dakar (Port lotniczy Dakar)
- Wybrzeże Kości Słoniowej
  - Abidżan (Port lotniczy Abidżan)

### Europa
- Francja
  - Paryż (Port lotniczy Paryż-Orly)
- Hiszpania
  - Las Palmas (Port lotniczy Gran Canaria)

## Flota przed likwidacją
Linia lotnicza Air Mauritanie dysponuje następującymi samolotami:
- 5 samolotów typu Boeing 727-200
- 2 samoloty typu Boeing 737-700
- 1 samolot typu Fokker 28

## Kody
- kod linii IATA: MR
- kod linii ICAO: MRT